# Criollos de Caguas
 (janvier 2024).
Si vous disposez d'ouvrages ou d'articles de référence ou si vous connaissez des sites web de qualité traitant du thème abordé ici, merci de compléter l'article en donnant les références utiles à sa vérifiabilité et en les liant à la section « Notes et références ».
Criollos de Caguas est un club omnisports portoricain basé à Caguas. Ces principales sections sont celles de baseball (Criollos de Caguas (baseball)), de basket-ball (Criollos de Caguas (basket-ball)) et de volley-ball féminin (Criollas de Caguas).

## Palmarès

### Baseball
- Champion de Porto Rico : 1941, 1974, 1977, 1979, 1981, 1987, 2001, 2011, 2013.
- Champion de Porto Rico sous le nom de Caguas-Guayama : 1948, 1950, 1954, 1956, 1958, 1960 et 1968.
- Vainqueur de la Série des Caraïbes : 1954, 1974, 1987, 2017 et 2018[1].

En Série des Caraïbes, les Criollos enregistrent 4 victoires et 3 défaites en 1950, 4-2 en 1954, 3-3 en 1956, 3-3 en 1958, 2-4 en 1960, 4-2 en 1974, 1-5 en 1977, 2-4 en 1979, 5-2 en 1987, 2-4 en 2001 et 3-3 en 2011. La Série de 1981 est annulée.

### Basket-ball
- Champion de Porto Rico : 2006.

### Volley-ball féminin
- Champion de Porto Rico : 2005.